# ZFCから独立な命題の一覧
本項では、ZFC集合論において決定不能であることが証明されている命題の一覧を掲げる。それらの命題は（ZFCが無矛盾であれば）ZFCの公理からは証明することも反証することもできない。以下では「ZFCが無矛盾であれば」などの但し書きは割愛する。

## 公理的集合論の命題

ZFCから独立な数学的命題の含意関係

### 一般の例
- ZFCの無矛盾性 - 1931年ゲーデルが、ZFCでは証明できない命題が存在することを初めて示した（ゲーデルの不完全性定理）。とくにZFCの無矛盾性それ自体がZFCで決定不能であることを証明した。
- 連続体仮説 (CH) - 1940年、ゲーデルはCHが成り立つZFCのモデルを構築することにより、CHがZFCで反証できないことを示した[1]。その後1963年、コーエンが、強制法という手法を用いてCHの否定が成り立つZFCのモデルを示し、CHがZFCで証明できないことを示した。
- 一般連続体仮説 (GCH)
- 逐次積分可能だが積分順序交換できない2変数の有界関数の存在
- 構成可能公理（英語版） (V = L)
- ダイヤモンド原理 (◊)
- マーティンの公理 (MA)
- MA + ¬CH - ソロヴェイおよびテネンバウムによる[2]。
- {\displaystyle |S|<|T|} ならば {\displaystyle |{\mathcal {P}}(S)|<|{\mathcal {P}}(T)|}

### 巨大基数公理
一般的に、巨大基数と呼ばれる基数の存在はZFCでは決定することができない。
- 到達不能基数の存在
- マーロ基数の存在
- 可測基数の存在
- 超コンパクト基数の存在

## その他の分野の命題
- ボレル予想 - 任意の強零集合は可算であるという予想。
- 任意の {\displaystyle \aleph _{1}}-稠密な実数の部分集合が順序同型であるかどうか - 実数の部分集合 X が{\displaystyle \aleph _{1}}-稠密であるとは、任意の開区間が X の元を{\displaystyle \aleph _{1}}個以上含むことを言う[3]。
- ススリン線の存在(SH) [4] - ダイヤモンド原理から従うことが知られている[5] 。逆にMA + ¬CHからはススリン木が存在しないことが従う[5] [6]。 また、CHを仮定してもススリン木の存在は証明できない[7]。
- クレパ木の存在(KH) - ただし到達不能基数の存在が無矛盾であるとき[8]。
- フビニの定理の拡張[9]
- ある種のディオファントス方程式の解の存在性（ヒルベルトの第10問題）[10]
- 群論におけるホワイトヘッドの問題（英語版）(シェラハ、1974年) - A を任意のアーベル群とするとき、Ext1(A, Z) = 0 ならば A は自由アーベル群か？
- バナッハ環に対するカプランスキー予想：コンパクトハウスドルフ空間X上の複素数値連続関数のなす環C(X)からバナッハ環へのC代数準同型は常に連続であるという予想
- 実数体上の3変数多項式環 A = R[x,y,z] の商体をM = R(x,y,z)とする. このときMのA加群としての射影次元 は 2または3であるが, それが2であることは ZFC とは独立である。更にその射影次元が2である事と連続体仮説は同値である.[11]

- 体の可算直積の大局次元 が2であることと連続体仮説は同値である.[12]